# Dārīcheh
Dārīcheh (persiska: داريچه) är en ort i Iran.   Den ligger i provinsen Lorestan, i den centrala delen av landet, 300 km sydväst om huvudstaden Teheran. Dārīcheh ligger 2 166 meter över havet och antalet invånare är 153.
Terrängen runt Dārīcheh är kuperad åt nordost, men åt sydväst är den platt.Runt Dārīcheh är det ganska glesbefolkat, med 29 invånare per kvadratkilometer. Närmaste större samhälle är Alīgūdarz, 11,8 km nordväst om Dārīcheh. Trakten runt Dārīcheh består i huvudsak av gräsmarker.